# Joseph Klek
Joseph Klek (* 2. September 1895 in Hohenbodman bei Überlingen; † 1971) war ein deutscher Gymnasiallehrer und Altphilologe.

## Leben
Nach dem Abitur am humanistischen Hebel-Gymnasium in Lörrach studierte Joseph Klek Klassische Philologie, Deutsch und Geschichte in Basel und Freiburg. In Freiburg wurde er 1919 bei Otto Immisch promoviert. Nach dem Staatsexamen arbeitete er als Lehrer am Friedrich-Gymnasium in Freiburg, in Weinheim und Mannheim. 1944 kam er an das Hebel-Gymnasium in Lörrach, das er ab 1946 als Oberstudiendirektor leitete. Von 1954 bis zu seiner Pensionierung 1962 war er Leiter des Berthold-Gymnasiums in Freiburg. Die Eröffnung des Neubaus am Hirzberg 1958 fiel in seine Amtszeit.
Er publizierte mit seinem Cousin, dem Bienenkundler Ludwig Armbruster, zur Geschichte der antiken Bienenkunde und Imkerei. Ferner schrieb er Artikel für Wilhelm Heinrich Roschers Ausführliches Lexikon der griechischen und römischen Mythologie und in der Realencyclopädie der classischen Altertumswissenschaft.

## Schriften (Auswahl)
- Symbuleutici qui dicitur sermonis historiam criticam per quattuor saecula continuatam (= Rhetorische Studien Ergänzungsband 8), Schöningh, Paderborn 1919 (= Dissertation).[1]
- mit Ludwig Armbruster: Die Bienenkunde des Altertums.[2]
  - Teil 1: Die Bienenkunde des Aristoteles und seiner Zeit. In: Archiv für Bienenkunde 1, 1919, S. 185–240.
  - Teil 2: Varro und Vergil. Die Bienentechnik der Römer. Römisches Betriebswesen. In: Archiv für Bienenkunde 2, 1920, 243–281.
  - Teil 3: Columella und Plinius. Die Bienenkunde der Römer. In: Archiv für Bienenkunde 3, 1921, S. 251–318.
  - Teil 4: Die Spätzeit. In: Archiv für Bienenkunde 7, 1926, S. 41–112.
- Problemata Aristotelis quae feruntur Problemata Physica. Edidit Carolus Aemilius Ruelle; recognovit Hermannus Knoellinger. Editionem post utriusque mortem curavit praefatione ornavit Josephus Klek. Teubner, Leipzig 1922.
- Bienenzucht. In: Paulys Realencyclopädie der classischen Altertumswissenschaft (RE). Supplementband IV, Stuttgart 1924, Sp. 211 f.
- Johann Peter Hebel und das Lörracher Gymnasium. In: Die Markgrafschaft Jg. 3, 1951, Nr. 1, S. 2–3.